# Pterotrachea coronata

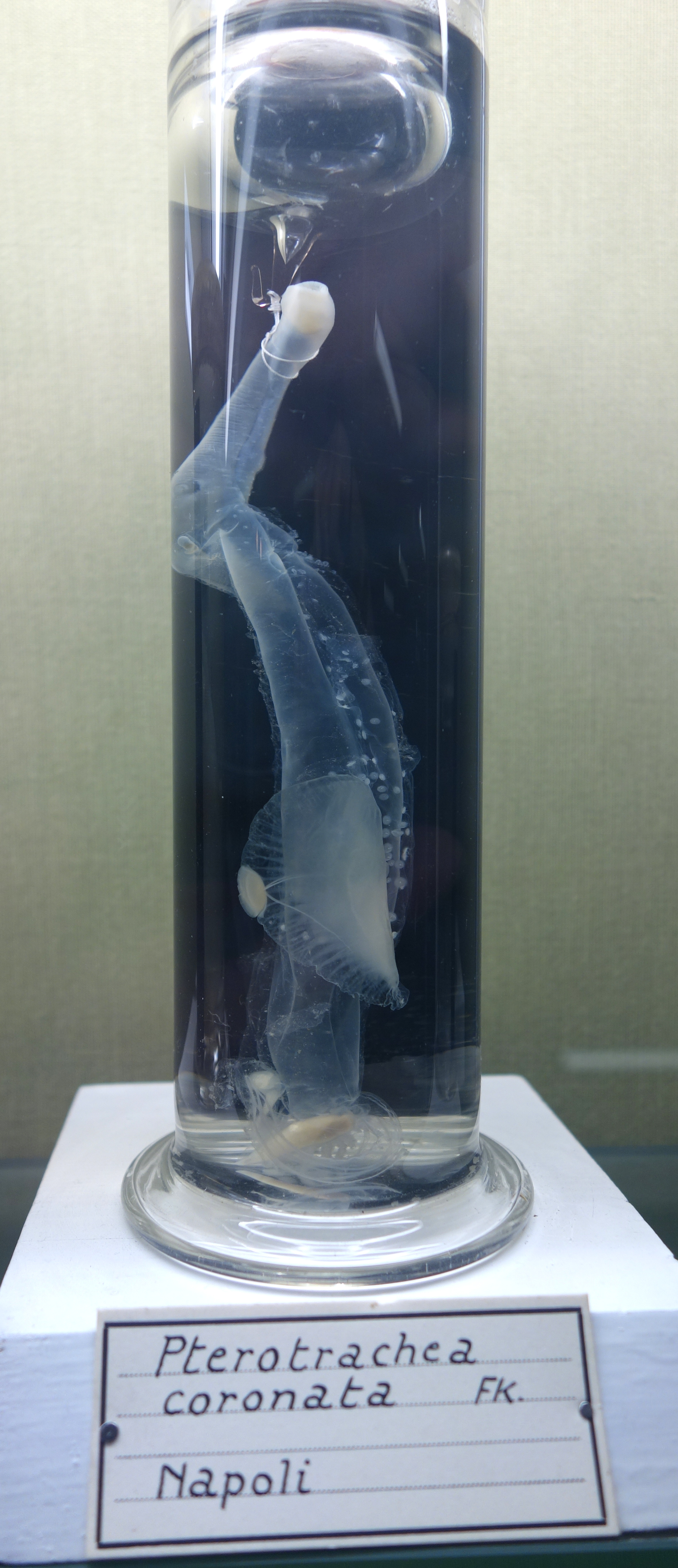
Esemplare di Pterotrachea coronata conservato al Museo Civico di Storia Naturale Giacomo Doria

Pterotrachea coronata Forsskål, 1775 è una specie di molluschi gasteropodi della sottoclasse Caenogastropoda. È la specie tipo del genere Pterotrachea.

## Descrizione
Pterotrachea coronata è la specie più grande e snella del genere Pterotrachea, e può raggiungere i 385 mm di lunghezza.
La proboscide è lunga e appuntita e termina con una piccola massa vestibolare. Il tronco è lungo e slanciato, con pieghe ventro-laterali della cute anteriormente alla pinna da nuoto che formano una pettorina concava. La massa viscerale è lunga e sottile (il rapporto lunghezza/larghezza del corpo è il più elevato nel genere) e la parte basale della sua lunghezza è profondamente inserita nell'estremità posteriore del tronco. La coda è grande e appiattita lateralmente, creando un'ampia superficie che aiuta il nuoto, attribuibile alla forte flessione laterale del tronco e della coda. Durante il nuoto, la proboscide è infilata in un solco ventrale nella metà anteriore del tronco creato dalle pieghe ventro-laterali della cute. Quando visti dorsalmente gli occhi hanno una forma rettangolare con una base retinica leggermente più ampia del cristallino. Una piccola ventosa di pinne si trova sulla superficie ventrale della pinna da nuoto solo nei maschi.
Gli occhi hanno una forma rettangolare con base retinica leggermente più larga del cristallino, molto simile nell'aspetto a quella di P. scutata. Nella P. coronata il rapporto medio tra lunghezza dell'occhio e larghezza = 2,2, che diminuisce da 2,5 in individui piccoli a 1,9 in individui di grandi dimensioni.
La morfologia della radula è simile a quella delle altre specie del genere, con la cuspide mediana vistosamente più ampia e più lunga di quelle laterali.
Tutte le larve di Pterotrachea hanno dei gusci costituiti da circa 2,5 vortici, che si distinguono in tre tipi per le alcune caratteristiche del guscio. Tuttavia poiché il guscio larvale si perde in seguito alla metamorfosi e lo sviluppo post-metamorfico precoce delle specie di Pterotrachea sembra essere molto simile, l'identificazione del tipo di larvali della specie rimane irrisolta.
P. coronata sono molluschi carnivori che catturano le loro prede in virtù delle loro capacità visive e natatorie come il resto dei pterotracheidi. Alcuni studiosi hanno notato che gli etereopodi con occhi molto grandi, quali appunto la P. coronata si trovano generalmente a profondità maggiori rispetto alle specie con occhi più piccoli.
Il comportamento del nuoto della P. coronata è stato osservato sul campo da vari studiosi. Gli animali hanno mostrato comportamenti diversi durante le ore diurne e notturne. Durante il giorno gli animali nuotavano con i lati ventrali rivolti verso l'alto, che facilita la localizzazione visiva della preda che si staglia contro le acque superficiali illuminate. Il nuoto attivo si verificava quando gli animali venivano osservati mentre inseguivano la preda o quando venivano disturbati dai subacquei. Altre volte sembravano galleggiare in modo neutro, fluttuando arrotolati in palle sciolte. Di notte anche gli animali sembravano galleggiare in modo neutro, ma erano orientati con i lati ventrali diretti verso il basso con o senza lenta ondulazione della pinna. In questa posizione gli animali ipoteticamente potrebbero localizzare prede bioluminescenti sotto di loro.
P. coronata ha una distribuzione geografica cosmopolita nelle acque tropicali e subtropicali a profondità dalla epipelagica alla zona mesopelagica superiore. Studi effettuati sulla distribuzione verticale degli pterotracheidi suggeriscono una migrazione verticale notturna di circa 100 m da un range di profondità di 200-400 m (zona mesopelagica superiore) durante il giorno a 100-300 m di notte.
Antenati fossili di P. coronata (P. liassica detta anche  Ammonites ceratophagus o P. ceratophagus) sono stati rinvenuti nei depositi di scisti a Posidonia della Germania meridionale risalenti al Giurassico inferiore (Toarciano).